# Guerres d'Independència de Lituània

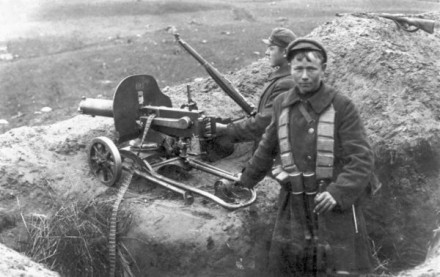
Soldats lituans

Les Guerres d'Independència de Lituània, també conegudes com les Lluites per la Llibertat (Lituà: Laisvės kovos), són tres guerres en les quals Lituània va lluitar per tal de defensar la seva independència al final de Primera Guerra Mundial: amb les forces Bolxeviques (desembre 1918 – Agost 1919), Bermontians (juny 1919 – desembre 1919), i Polonesos (Agost 1920 – novembre 1920). Les guerres van retardar el reconeixement internacional de la Lituània independent i la formació d'institucions civils. Les guerres que acabaren amb la declaració d'Independència de Lituània són tres: la Guerra lituanosoviètica, la guerra contra una armada de voluntaris de la Rússia occidental i la Guerra lituanopolonesa.